# Phyllocosmus
Phyllocosmus es un género de árboles perteneciente a la familia  Ixonanthaceae. La especie tipo es Phyllocosmus africanus (Hook.f.) Klotzsch.  

## Taxonomía
El género fue descrito por Johann Friedrich Klotzsch y publicado en Abhandlungen der Königlichen Akademie der Wissenschaften in Berlin  1856: 233 1857.
Contiene las siguientes especies:

## Especies
- Phyllocosmus africanus
- Phyllocosmus calothyrsus
- Phyllocosmus candidus
- Phyllocosmus congolensis
- Phyllocosmus dewevrei
- Phyllocosmus lemaireanus
- Phyllocosmus senensis
- Phyllocosmus sessiliflorus